# انریاکو
انریاکو (به ژاپنی: 延暦 Enryaku) نام عصر ژاپنی (نِنگُو) بود. این عصر بعد از تن‌او و قبل از دایدو قرار داشت و از اوت ۷۸۲ تا مه ۸۰۶ به طول انجامید. در طی این عصر امپراتور کانمو حکمران ژاپن بود.